# Alexander Frederik van Lynden

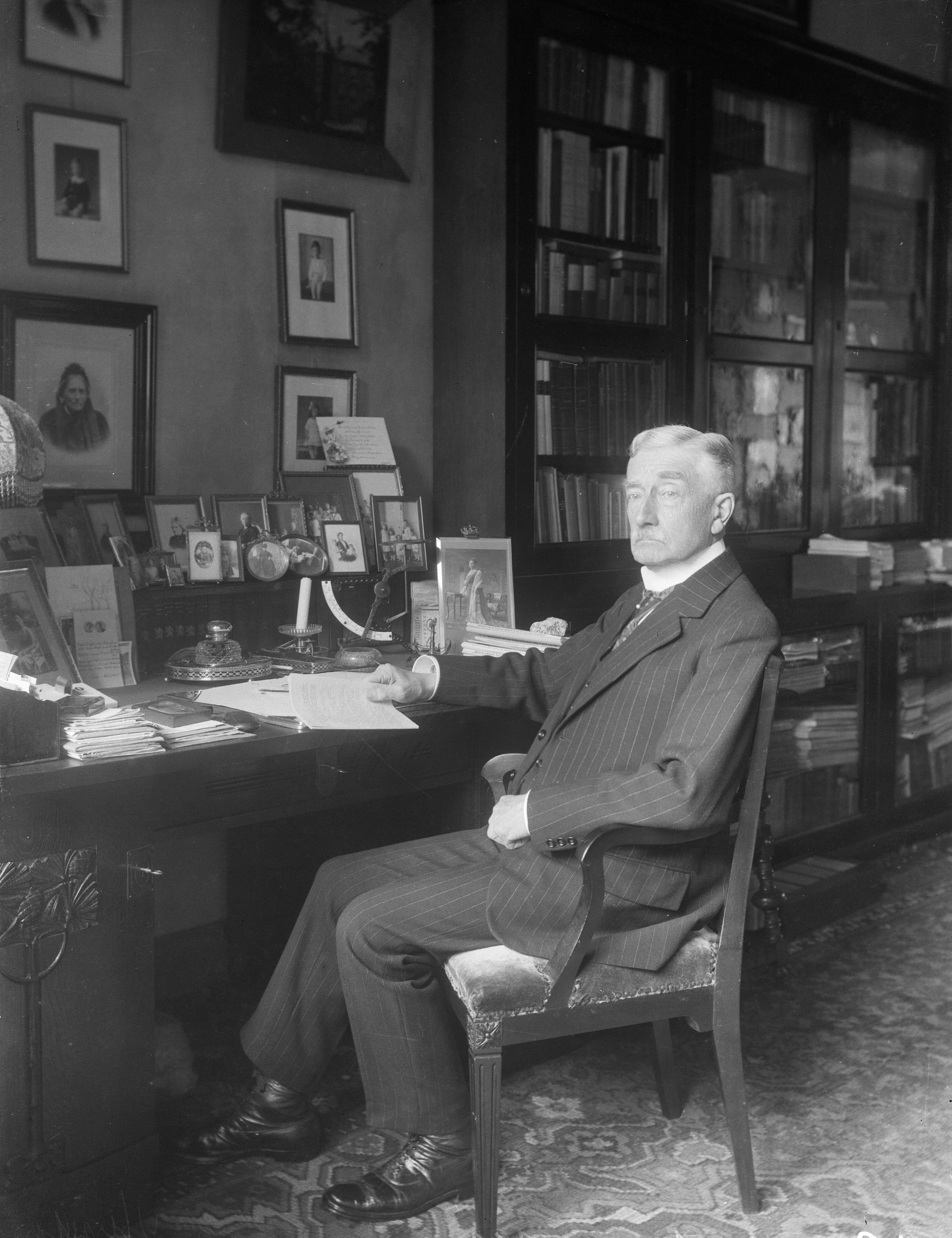
Alexander Frederik van Lynden.

Alexander Frederik baron van Lynden, (Amsterdam, 6 maart 1856 - Utrecht, 2 november 1931) was rijksambtenaar en later burgemeester van Utrecht.

## Ambtenaar
Van Lynden groeide op in Utrecht, Nijmegen en Zwolle. Zijn vader was Jacques Charles Marie baron Van Lynden, luitenant-kolonel der infanterie. Hij trouwde op 28 augustus 1888 met jkvr. Constantia Maria van Weede. Na zijn studie in Utrecht startte hij in 1881 zijn carrière in Den Haag. Die succesvolle loopbaan beëindigde hij in 1906 als Secretaris-generaal van het departement van Binnenlandse Zaken.
Naast zijn bestuurlijke werk was Van Lynden actief op kerkelijk en charitatief gebied. Zo was hij bestuurslid van de Zendingsschool in Oegstgeest en penningmeester van de Nederlandsch Evangelische-Protestantsche Vereeniging.

## Burgemeester
In 1908 werd van Lynden benoemd als burgemeester van Utrecht. In die jaren een ongebruikelijke promotie, immers vaak ging een gemeentelijke carrière vooraf aan het burgemeesterschap. Hij was slechts 6 jaar burgemeester en zijn functioneren als burgervader oogstte tevredenheid. Hij nam om persoonlijke redenen in 1914 ontslag.
Zijn zoon Godert Jacob Karel van Lynden werd in 1944 NSB-burgemeester van Baarn. Zijn schoonzoon F. Ch. C. baron van Tuyll van Serooskerken, was burgemeester van Abcoude-Baambrugge en Abcoude-Proostdij en werd later gedeputeerde van Utrecht.
Van Lynden werd op 5 november 1931 begraven op de Nieuwe Algemene begraafplaats te Baarn.